# 固連治公園 (多倫多)
固連治公園是加拿大安大略省多倫多市中心的一座公園。它位於安大略美術館以南，毗鄰安大略藝術設計大學，大學舍堂以北，約翰街北端。附近的固連治公園社區以該公園命名。該公園歷史上曾是固連治莊園的後院，後來固連治莊園擴建成為安大略省美術館。

## 歷史
20世紀70年代中期，固連治公園通過關閉兩條街道的部分路段而擴大到現在的規模：比華利街與約翰街之間的固連治路（Grange Road）路段，以及固連治路與史蒂芬尼街之間的約翰街路段。

## 外部連結
- City of Toronto: Parks and Recreation page for Grange Park （页面存档备份，存于）